# Marita Marschall
Marita Marschall (* 8. April 1958 in Herne) ist eine deutsche Schauspielerin und Hörspielsprecherin.

## Leben
Marschall erhielt ihre Schauspielausbildung an der Folkwangschule in Essen. Verschiedene Engagements hatte sie an Theater-Bühnen wie dem Schauspielhaus Düsseldorf, dem Schillertheater Berlin sowie dem Schauspielhaus Frankfurt/Main. Seit 1981 war sie in mehr als 70 Film- und Fernsehproduktionen zu sehen. Marschall lebt in Hamburg und hat eine Tochter.

## Filmografie (Auswahl)
- 1981: Das Käthchen von Heilbronn oder Die Feuerprobe
- 1984: Don Carlos (Bühnenaufzeichnung fürs Fernsehen)
- 1985: Andorra (Inszenierung am Düsseldorfer Schauspielhaus)
- 1985: Tatort – Tod macht erfinderisch
- 1986: Ein fliehendes Pferd
- 1986: Transitträume
- 1987: War Zone – Todeszone
- 1989: Tatort – Blutspur
- 1989: Peter Strohm – Noch drei Minuten bis Himmelfahrt
- 1990: Tatort – Lauf eines Todes
- 1990: Marleneken (Fernseh-Zweiteiler)
- 1991: Die Löwen der Alhambra (Réquiem por Granada)
- 1992: Das Nest (Fernsehserie)
- 1992: 5 Zimmer, Küche, Bad
- 1992–1994: Schloß Hohenstein – Irrwege zum Glück (Fernsehserie)
- 1993: Zwei Münchner in Hamburg (Fernsehserie,   S03F03 Das bisschen Haushalt)
- 1995: Rosa Roth – Lügen (Fernsehkriminalreihe)
- 1995: Prinz zu entsorgen
- 1994–1996: Immer im Einsatz – Die Notärztin (Fernsehserie)
- 1996: Peanuts – Die Bank zahlt alles
- 1996: Ein flotter Dreier (Fernsehserie)
- 1998: Beastie Girl
- 2000: Fußball ist unser Leben
- 2000: Das Traumschiff – Neuseeland
- 2000: Utta Danella – Der schwarze Spiegel
- 2001: Vater wider Willen (Fernsehserie)
- 2001: Stubbe – Von Fall zu Fall: Unschuldsengel
- 2002: Der Bulle von Tölz: Mord mit Applaus
- 2003: Wunschkinder und andere Zufälle
- 2005: Der Ruf der Berge
- 2005: girl friends – Freundschaft mit Herz
- 2006: Zwei Millionen suchen einen Vater
- 2006: Die Hochzeit meiner Töchter
- 2006–2007: SOKO Rhein-Main (Fernsehserie)
- 2008: Mamas Flitterwochen
- 2009: Das Traumschiff – Emirate
- 2010: Kommissar Stolberg – Bei Anruf Mord
- 2010: Polizeiruf 110 – Risiko
- 2011: Notruf Hafenkante – Gewinner und Verlierer
- 2013: Hubert und Staller – Omm, du bist tot
- 2018: Rosamunde Pilcher: Wo Dein Herz wohnt
- 2019: In aller Freundschaft – Die jungen Ärzte – Soll und Haben
- 2019: Effigie – Das Gift und die Stadt
- 2023: German Crime Story: Gefesselt
- 2023: In aller Freundschaft – Kindeswohl

## Hörspiele (Auswahl)
- 1981: Petra Grunert: Mach, daß die Gitarre dein Schiff wird (Nina Leitner) – Regie: Rolf Grunert (Hörspiel – BR)
- 1983: Adalbert Stifter: Der Condor oder Das Weib erträgt den Himmel nicht (Gabriele, ein sehr junges Mädchen) – Regie: Otto Düben (Hörspielbearbeitung – SDR)
- 1983: Hannelies Taschau: Verlust des Landesinneren (Mädchen) – Regie: Otto Düben (Original-Hörspiel – WDR)
- 1983: Ólafur Haukur Símonarson: Unter die Haut (Gogo) – Regie: Frank Hübner (Hörspiel – WDR)
- 1983: Doris Lessing: Spiel mit einem Tiger (Janet Stevens) – Bearbeitung und Regie: Heinz Dieter Köhler (Hörspielbearbeitung – WDR)
- 1984: Wolfgang Graetz: Jeder lacht auf seine Weise (Elfie) – Regie: Werner Klein (Originalhörspiel, Kriminalhörspiel – WDR)
- 1986: Angelika Stein: Die Frau im Eis (Statisterie) – Regie: Ulrich Gerhardt (Kurzhörspiel – SR)
- 1987: John Dickson Carr: Aus Studio 13: Kabine B 13 (Anne Brewster) – Regie: Günther Sauer (Originalhörspiel, Kriminalhörspiel – SDR)
- 1988: Karl-Heinz Bölling: Die Vögel bauen sich Nester (Tochter) – Regie: Hartmut Kirste (Hörspiel – SDR)
- 1989: Anne Devlin: Die Namen nennen ... (Finn) – Regie: Ulrich Gerhardt (Hörspielbearbeitung – HR)
- 1990: Tilo Merkel: Zimmer zu vermieten – Regie: Pit Rampelt (Hörspiel – HR)
- 1990: Renate Härtl: K A L T (Stimme) – Regie: Heidrun Nass (Hörspiel – SR)
- 1990: Hans Drawe: Stichwort: Deutsche Fragen: Einsam (Rosel) – Regie: Hans Drawe (Hörspiel – HR)

## Auszeichnungen
- 2000: Bayerischer Filmpreis 1999, Nebendarstellerpreis für Fußball ist unser Leben
- 2000: Nominierung Deutscher Filmpreis in der Kategorie Beste Nebendarstellerin für Fußball ist unser Leben